# Franz Hilverding
Franz Anton Christoph Hilverding Van Wewen, dit Franz Hilverding, est un danseur, chorégraphe, maître de ballet et pédagogue autrichien né à Vienne le 17 novembre 1710 et mort à Vienne le 29 mai 1768.
Il a probablement étudié la danse à Brünn puis à Paris avec Michel Blondy avant de devenir danseur à la cour de Vienne en 1735, puis maître de ballet en 1749.
Il a créé plus de 30 ballets entre 1752 et 1757 pour plusieurs théâtres viennois, dans lesquels il apparaît comme un pionnier du ballet d'action, quelques années avant Noverre.
De 1758 à 1764, il est maître de ballet à Saint-Pétersbourg et Moscou, puis revient à Vienne en 1765.
Il a été notamment le maître de Gasparo Angiolini et de l'épouse de David Garrick, Eva Marie Veigel.

## Œuvres
- La Victoire de Flore sur Borée, ou Le Triomphe du printemps (ru) (1760 St. Pétersbourg, 1766 Vienne, Theater am Kärntnertor)